# ذراع الخلل (حالمين)

تعديل مصدري - تعديل

ذراع الخلل هي إحدى قرى عزلة حبيل الريدة بمديرية حالمين التابعة لمحافظة لحج، بلغ تعداد سكانها 104 نسمة حسب تعداد اليمن لعام 2004.